# Taštypskij rajon
Il Taštypskij rajon è un distretto della Chakassia, nella Russia asiatica; il capoluogo è Taštyp.